# すさみ交通
すさみ交通有限会社（すさみこうつう）は、和歌山県西牟婁郡すさみ町でバス、タクシーを運行する事業者である。

## 所在地
- 本社営業所 - 和歌山県西牟婁郡すさみ町周参見4303-1

## 歴史
- 1961年（昭和36年） - 創立
- 1972年（昭和47年）4月 - 明光バス周参見 - 小河内・太間川間の廃止代替として、周参見 - 大附線、周参見 - 太間川線運行開始
- 2017年（平成29年）4月 - すさみ町コミュニティバスへの再編で、運行受託を開始[1]。

## 路線

### 受託路線
すさみ町コミュニティバス
- 佐本線
  - 周参見駅前 - 小学校前 - 大関地 - 小河内 - 大附 - 倉根前 - 大附 - 小河内 - 佐本 - 深谷
- 里野線
  - すさみ病院前 - 口和深 - 見老津駅 - 江住駅 - 和深
- 太間川線（一部便は前日までに予約必要）
  - 周参見駅前 - 小学校前 - 病院前 - 入谷 - 太間川
- 和深川線（前日までに予約必要）
  - すさみ病院前 - 口和深 - 水源地
- 周参見周回線A、B

### 過去の路線

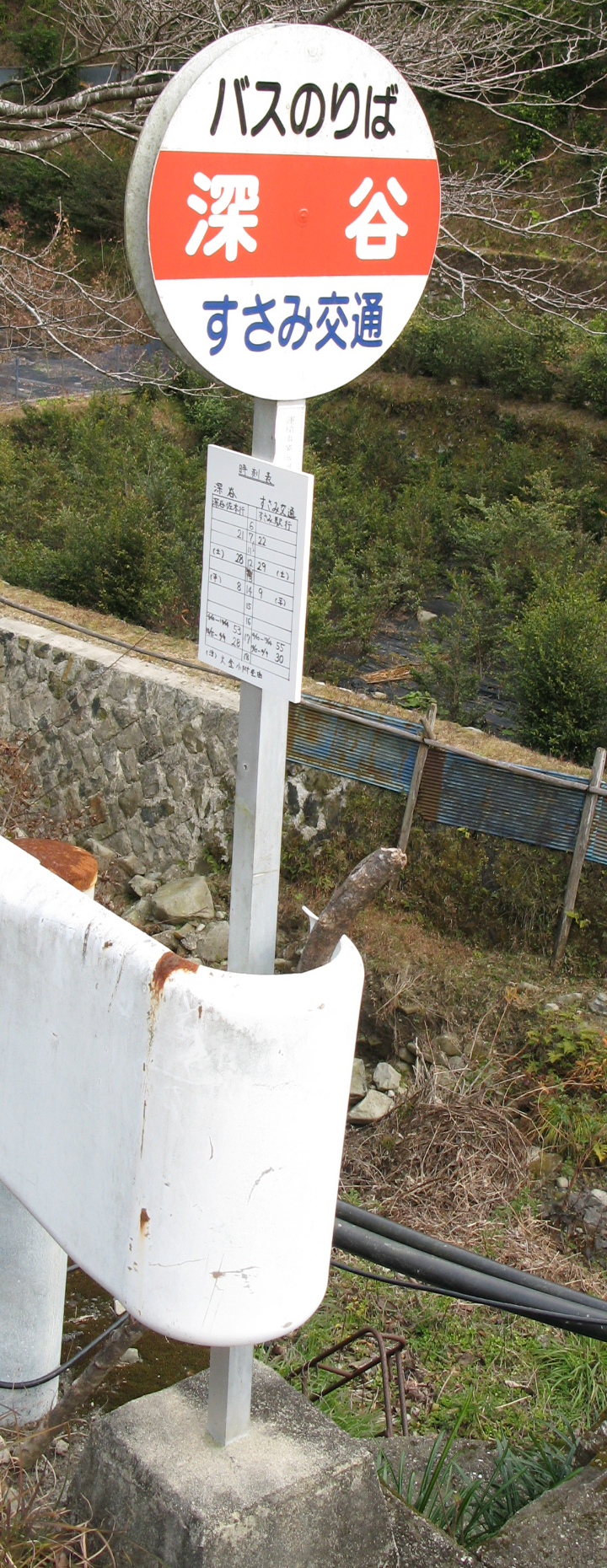
路線バスのバス停

過去に自社の路線バスとして、以下2路線を運行していた。
太間川線
- 周参見駅前 - 小学校前 - 病院前 - 入谷 - 太間川

大附・佐本線
- 周参見駅前 - 小学校前 - 大関地 - 小河内 - 大附 - 倉根前（ - 小附 - 倉根前） - 大附 - 小河内 - 佐本 - 深谷
  - 小附は火曜・金曜のみ経由。周参見駅前 - 倉根前（ - 小附）間の区間便もある。

## 車両
2007年3月31日時点では、路線バスとして3台のバス車両を保有していた。

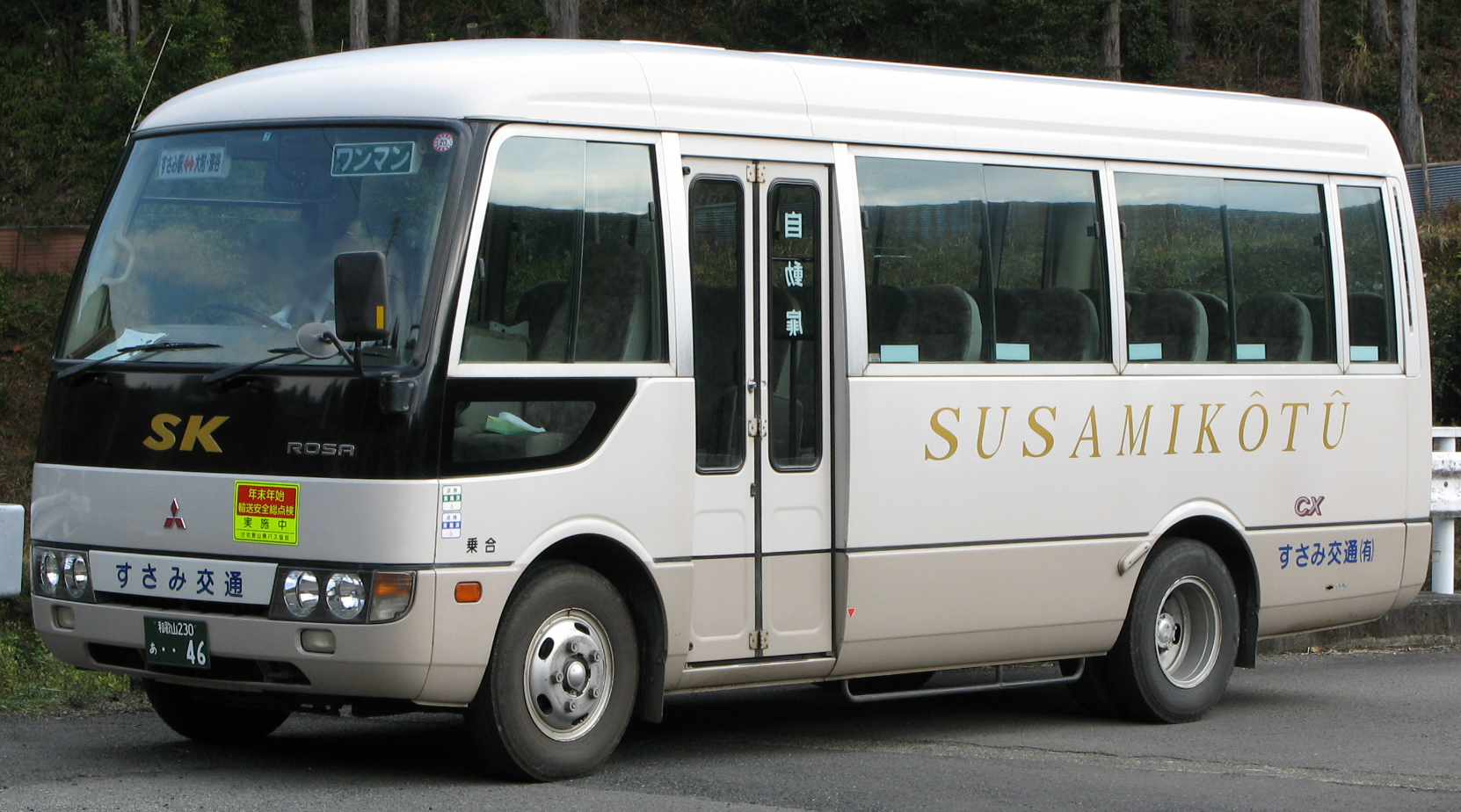
大附・佐本線の車両（2008年当時）
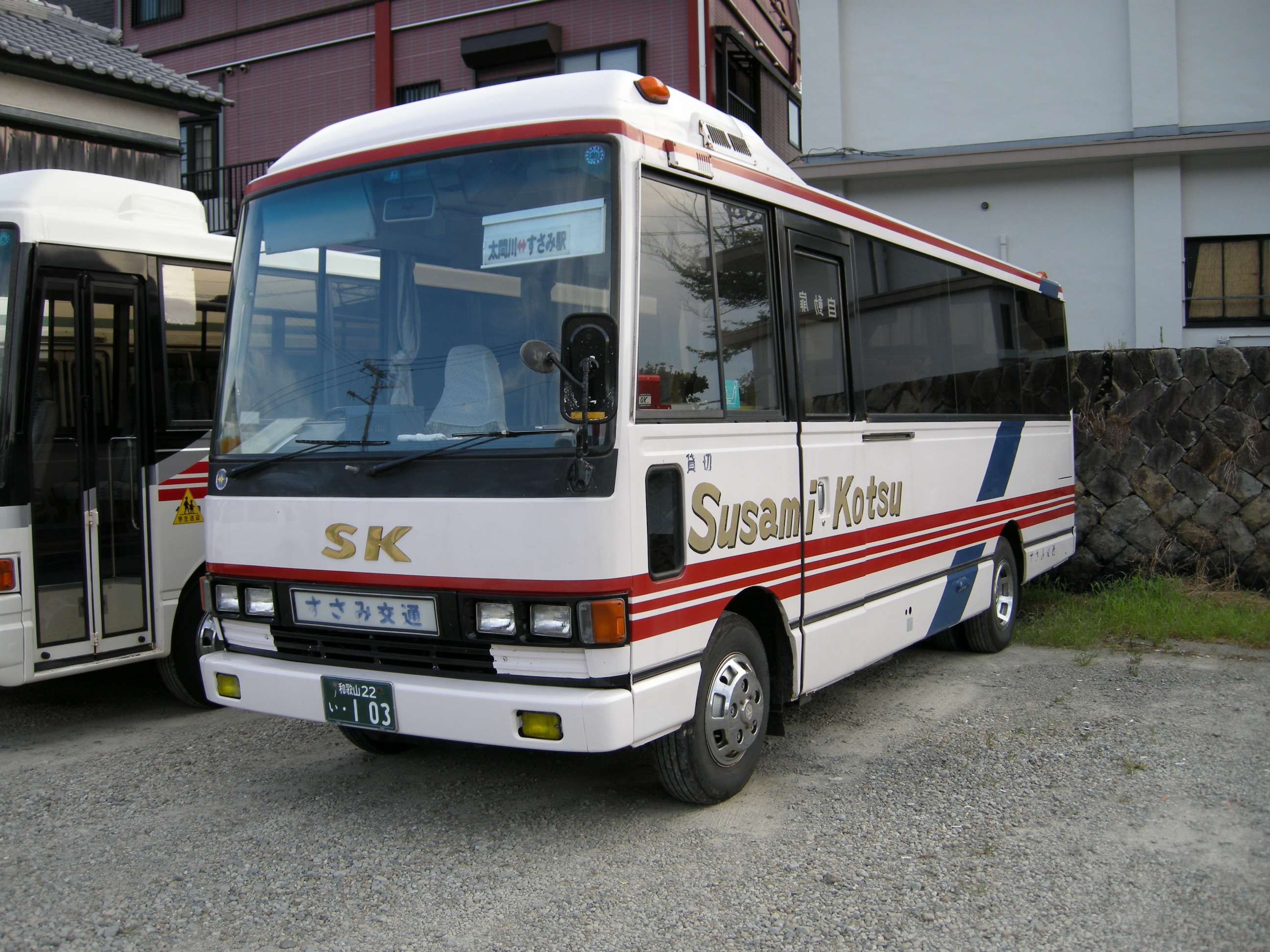
太間川線の車両（2008年当時）